# プラハ包囲戦 (1742年)
プラハ包囲戦（プラハほういせん、ドイツ語: Belagerung von Prag）は、オーストリア継承戦争中の1742年、ボヘミア王国のプラハに対し長期間行われた包囲。

## 経過
1742年6月、ブロイ公爵率いるフランス軍はオーストリアの大軍に包囲された。フランスの救援軍によりオーストリア軍は包囲を一部解かざるを得ず、ブロイ公機に乗じてプラハから脱出、ベル＝イル公爵に指揮を任せた。オーストリア軍はフランス救援軍の進軍を阻止した後に包囲を再開したが、オーストリアは厳密な包囲には失敗した。12月16日、ベル＝イルは軍勢1万3千を率いてプラハから脱出した。
オーストリア軍は12月18日にようやくフランス軍の脱出を知ったが、全ての逃げ道をふさいでいたと高をくくっていた。しかしベル＝イルは道からそれて山中を進み、真冬の厳しい天候と疫病ですり減った後12月26日にエゲルに到着した。ベル＝イルはプラハ城内に傷病者が大半を占める6千人を残していたが、交渉で栄誉をもってプラハ城から退去することを許された。